# 門司車掌区
門司車掌区（もじしゃしょうく）は、福岡県北九州市小倉北区京町4丁目7番に所在する九州旅客鉄道（JR九州）本社鉄道事業本部所属の車掌が所属する組織である。2001年（平成13年）に一旦は北部九州地域本社の管轄となったが、2010年（平成22年）より再度本社直轄に戻っている。
日本国有鉄道（国鉄）時代は日本三大車掌区に数えられていた。かつてはさくらを担当し、東京駅まで乗務していた。

## 沿革
1907年（明治40年）に現在の門司港駅構内に創設された。九州で最も長い歴史を持つ車掌区である。その後、関門トンネル開通を契機に門司駅構内に移転したが、火災で全焼したため、小倉駅付近の現在地に再度移転した経緯がある。
| スタブアイコン | サブスタブ | この項目は、まだ閲覧者の調べものの参照としては役立たない、鉄道に関連した書きかけの項目です。この項目を加筆・訂正などしてくださる協力者を求めています（P:鉄道/PJ:鉄道）。 |

1. 1 2  日本国有鉄道営業局（編）『国鉄線』第10巻12号（通巻79号）、財団法人交通協力会、1955年、17頁。